# Milla
Milla é um género botânico pertencente à família Themidaceae.